# Spoorlijn 29 Aarschot - Tilburg
Spoorlijn 29 is de spoorlijn die van Aarschot over Herentals, Turnhout en Baarle naar Tilburg liep, maar waarvan alleen het gedeelte Wolfstee–Herentals–Turnhout nog in gebruik is. Het traject Aarschot–Wolfstee en het traject Turnhout–Tilburg zijn beide afgebroken en omgevormd tot fietspad.
Zie ook: Spoorlijn Tilburg - Turnhout

## Geschiedenis
Op 23 april 1855 werd het stuk tussen Turnhout en Herentals geopend. Op 28 februari 1863 werd het stuk tussen Herentals en Aarschot geopend. In 1864 werd tot de bouw van het stuk tussen Tilburg en Turnhout besloten en de lijn werd op 1 oktober 1867 geopend.
In 1898 werd het Nederlandse deel eigendom van de Staatsspoorwegen. Omdat de verbinding Parijs – Amsterdam via Turnhout – Tilburg het kortst was wilde men de lijn uitbouwen.
In 1900 werd door de Staatsspoorwegen (SS) in Nederland de zijlijn Riel-Goirle aangelegd. Deze zijlijn van het 'Bels Lijntje' was in feite een industrieaansluiting naar een aantal textielfabrieken in Goirle.
In 1906 werd het spoorwegemplacement Weelde-Statie / Baarle–Nassau Grens in gebruik genomen. Dit emplacement omvatte een stationsgebouw (167 m lengte) naar een ontwerp van George Willem van Heukelom, douaneloodsen aan de Belgische en de Nederlandse zijde, een locomotievenloods met draaischijf, een reservoirgebouw en diverse seinwachtershuisjes. Aan beide zijden van de grens lag een rangeerterrein (24 sporen naast elkaar). Tevens werden er verschillende woningen gebouwd voor trein- en douanepersoneel; dit was het begin van de woongemeenschap op de grens.
Tijdens de Eerste Wereldoorlog werd de lijn door de Duitsers bij de grens met prikkeldraad in tweeën gedeeld, maar na 1918 werd het treinverkeer hervat. Dit kreeg echter stilaan concurrentie van het busverkeer. In 1934 werd het personenvervoer definitief gestaakt.
De zijlijn naar Goirle werd reeds tijdens de Tweede Wereldoorlog in opdracht van de Duitsers opgebroken.
In 1958 werd een omleiding in de lijn opengesteld; deze was noodzakelijk omdat de spoorlijn Breda - Eindhoven op een verhoogde baan kwam te liggen, waarbij de aansluiting in Tilburg verviel. Hierom werd een omleiding, westelijk om Tilburg heen, aangelegd die een paar kilometer westelijker op de spoorlijn Breda - Tilburg aansloot.
In 1959 werd het grootste deel van het "nieuwe" stationsgebouw van Baarle-Nassau Grens gesloopt. De goederentrein reed toen nog tweemaal per dag. Op 1 juni 1973 reed de laatste officiële trein. Op de topografische kaart van 1967 is te zien dat er nog bijna geen houtopslag is langs de spoorlijn en ter plaatse van de draaischijf.
Na de definitieve opheffing in 1973 van spoorlijn Tilburg - Turnhout werd de Stichting Stoomtrein Tilburg-Turnhout in 1974 opgericht. Deze stichting heeft tot 1982 museumtreinen gereden tussen station Tilburg West (sinds 2011 Tilburg Universiteit) en Baarle-Nassau. Na het faillissement van de stichting in 1984 is de spoorlijn aan de Nederlandse kant opgebroken.
Bij de aanleg van het Albertkanaal (1930) werd het tracé tussen Schravenhage en Herentals gewijzigd en naar het westen verlegd.
Van spoorlijn 29 is tegenwoordig alleen het gedeelte tussen Herentals en Turnhout nog in gebruik.
Op 14 juni 2009 werd het seinhuis te Turnhout, blok 3, gesloten. De controle werd overgenomen door blok 2 te Herentals. Maar in het licht van de centralisatie van de seinhuizen werd de bediening van de seinen tussen Y Kruisberg en Turnhout overgedragen aan het seinhuis te Berchem

## Toekomst
Op lange termijn wordt een heropening van het gedeelte tussen Herentals en Aarschot overwogen. Een mogelijke opening zou rond 2030 moeten gebeuren. In de Vlaamse spoorstrategie uit 2013 wordt de spoorverbinding Aarschot-Herentals met treindienst Leuven-Aarschot-Herentals-Turnhout als prioriteit vermeld. De NMBS heeft echter geen plannen in deze richting.

## Toeristische stoomtrein
Van 1974 tot 1982 reed de Stichting Stoomtrein Tilburg-Turnhout (SSTT) met toeristische stoomtreinritten van Tilburg tot de grens en terug. Na 1973 werd ook het onderhoud sterk verminderd, zodat bomen vrij spel kregen, vooral eik en berk. De Belgische spoorwegen gingen langer door met het onderhoud op de spoorwegbedding.
In 1986 werden de rails en biels vanaf Turnhout tot aan de grens verwijderd. In 1987 kreeg natuurvereniging de Wielewaal het terrein in beheer.

## Fietspad
In 1989 werd over de bedding een fietspad aangelegd van Tilburg (Oude Warande) naar Turnhout. Tot 1993 ontbrak een stuk fietspad tussen Baarle en de grens. Maar vervolgens werd ook aan de Nederlandse kant van de grens het spoor opgebroken en in 1993 werd het fietspad doorgetrokken. Bij de aanleg werd een grote hoeveelheid grond verplaatst van de aansluiting met het fietspad op Belgisch grondgebied naar het terrein tegen de Zevenhuizenbaan. Alleen bij Alphen kon een stuk fietspad niet over het spoortraject aangelegd worden, doordat er reeds bebouwing was gerealiseerd.
Ook het traject tussen Aarschot en Herentals is omgevormd naar een fietspad, de Kempen-Hagelandroute.
In de jaren tachtig werd een fietsbedding in asfalt over de spoorbedding gegoten die momenteel een zeer waardevolle verbinding vormt voor zowel woon- en werkverkeer, schoolgaande kinderen, als voor recreanten die van de Kempen tot het Hageland en vice versa willen fietsen. Maar ook voor heel wat diersoorten is deze fietsweg met haar bermen een belangrijke verbindingsweg. Het fietspad werd ook opgenomen in het fietssnelwegennetwerk als de F106. Het pad heeft nog niet de eigenschappen die een fietssnelweg zou moeten hebben, al zijn de betrokken gemeenten wel van plan om het pad op te waarderen naar een echte fietssnelweg. Daarbij hoort ook dat het ontbrekende stuk tussen de brug onder de E313 en het station wordt heraangelegd.

## Treindiensten
De NMBS verzorgt het personenvervoer met IC- en ICT-treinen.
| Serie    | Treinsoort            | Route                                                                                            | Bijzonderheden                                    |
| -------- | --------------------- | ------------------------------------------------------------------------------------------------ | ------------------------------------------------- |
| IC 11    | Intercity (NMBS)      | Binche – La Louvière-Centrum – Brussel-Zuid – Schaarbeek [ – Mechelen – Turnhout ]               | Rijdt in het weekend tussen Binche en Schaarbeek. |
| IC 30    | Intercity (NMBS)      | Turnhout – Antwerpen-Centraal                                                                    | Stopt op werkdagen niet tussen Herentals en Lier. |
| ICT 6710 | Toeristentrein (NMBS) | [ Neerpelt – ] / [ Turnhout – ] Herentals – Mechelen – Gent-Sint-Pieters – Brugge – Blankenberge | Rijdt in juli en augustus.                        |

## Aansluitingen
In de volgende plaatsen is of was er een aansluiting op de volgende spoorlijnen:
Y Noord Δ Aarschot
Spoorlijn 16 tussen Y Nazareth en Y Oost Δ Aarschot
Spoorlijn 16/1 tussen Y Zuid Δ Aarschot en Y Noord Δ Aarschot
Y Wolfstee
Spoorlijn 207 tussen Y Wolfstee en Zittaart
Y Albertkanaal
Spoorlijn 15 tussen Y Drabstraat en Y Zonhoven
Y Kruisberg
Spoorlijn 15 tussen Y Drabstraat en Y Zonhoven
Tilburg-West
Spoorlijn tussen Breda en Eindhoven
Tilburg
Spoorlijn tussen Breda en Eindhoven
Spoorlijn tussen Tilburg en Nijmegen

## Galerij

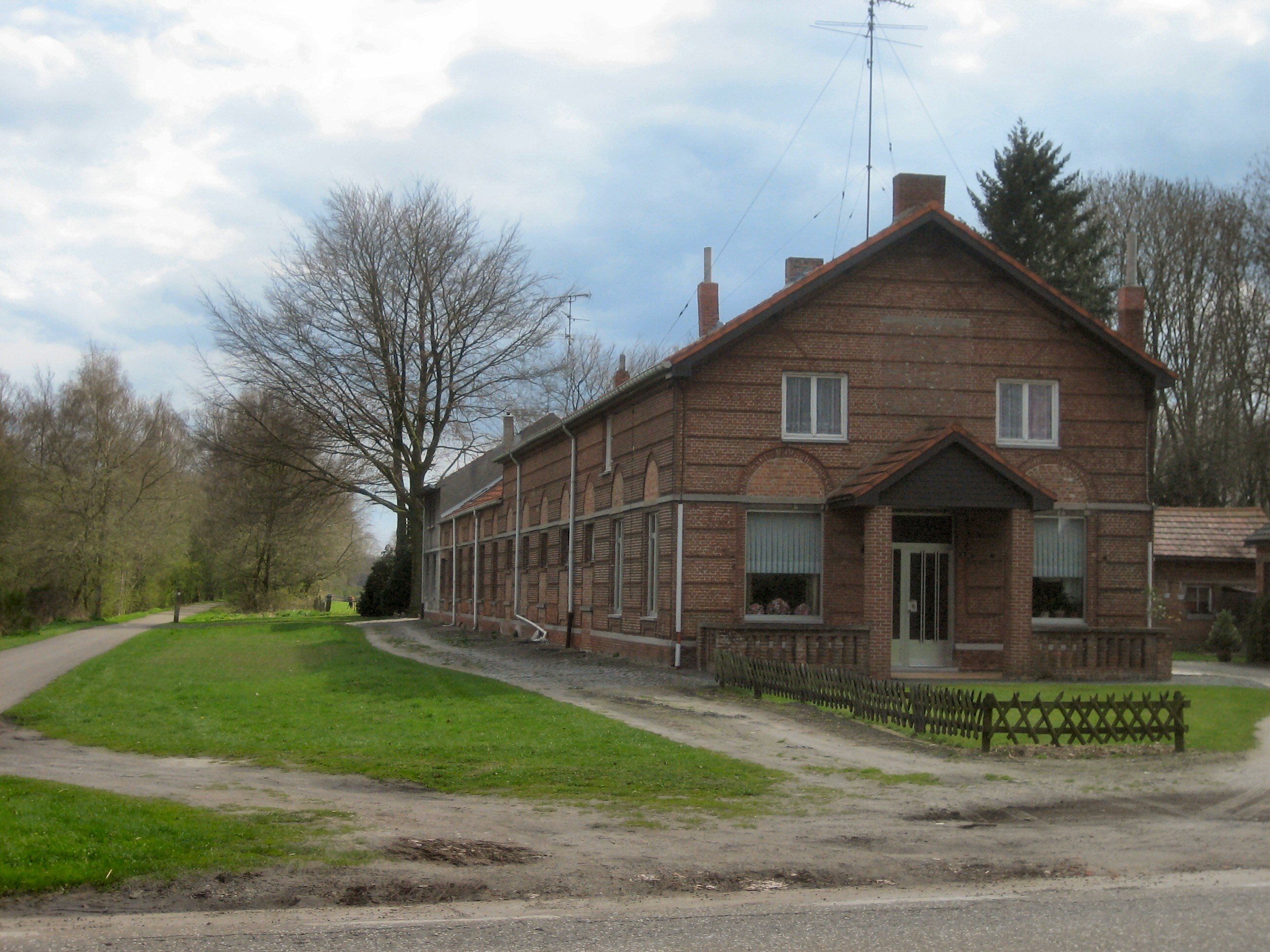
Station Weelde
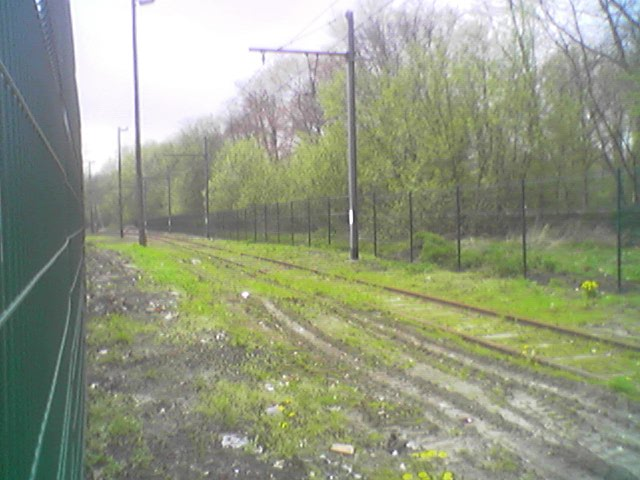
Tussen Turnhout en Weelde
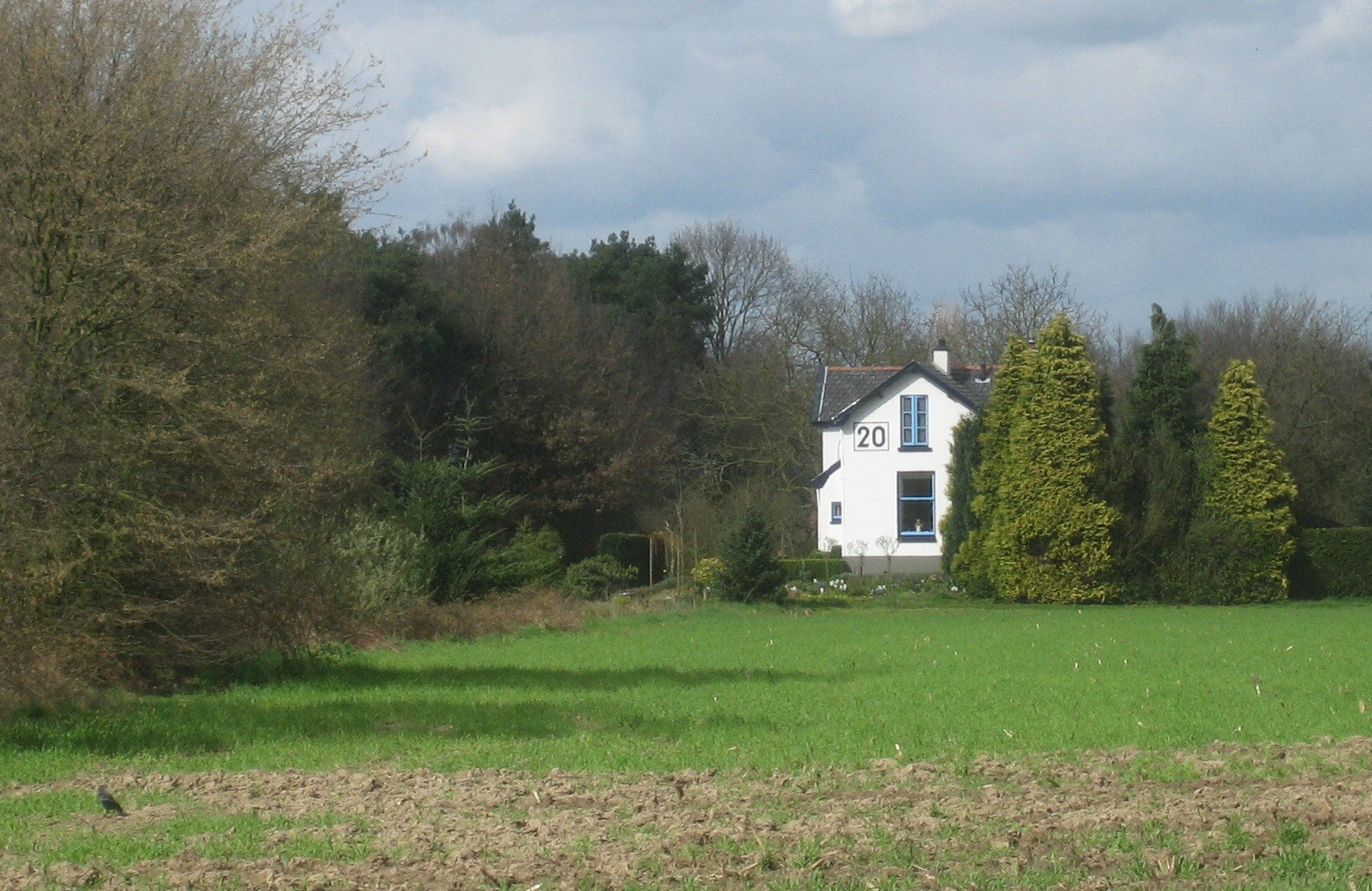
Seinwachtershuis te Baarle-Nassau